# St. Stephan (Füssen)

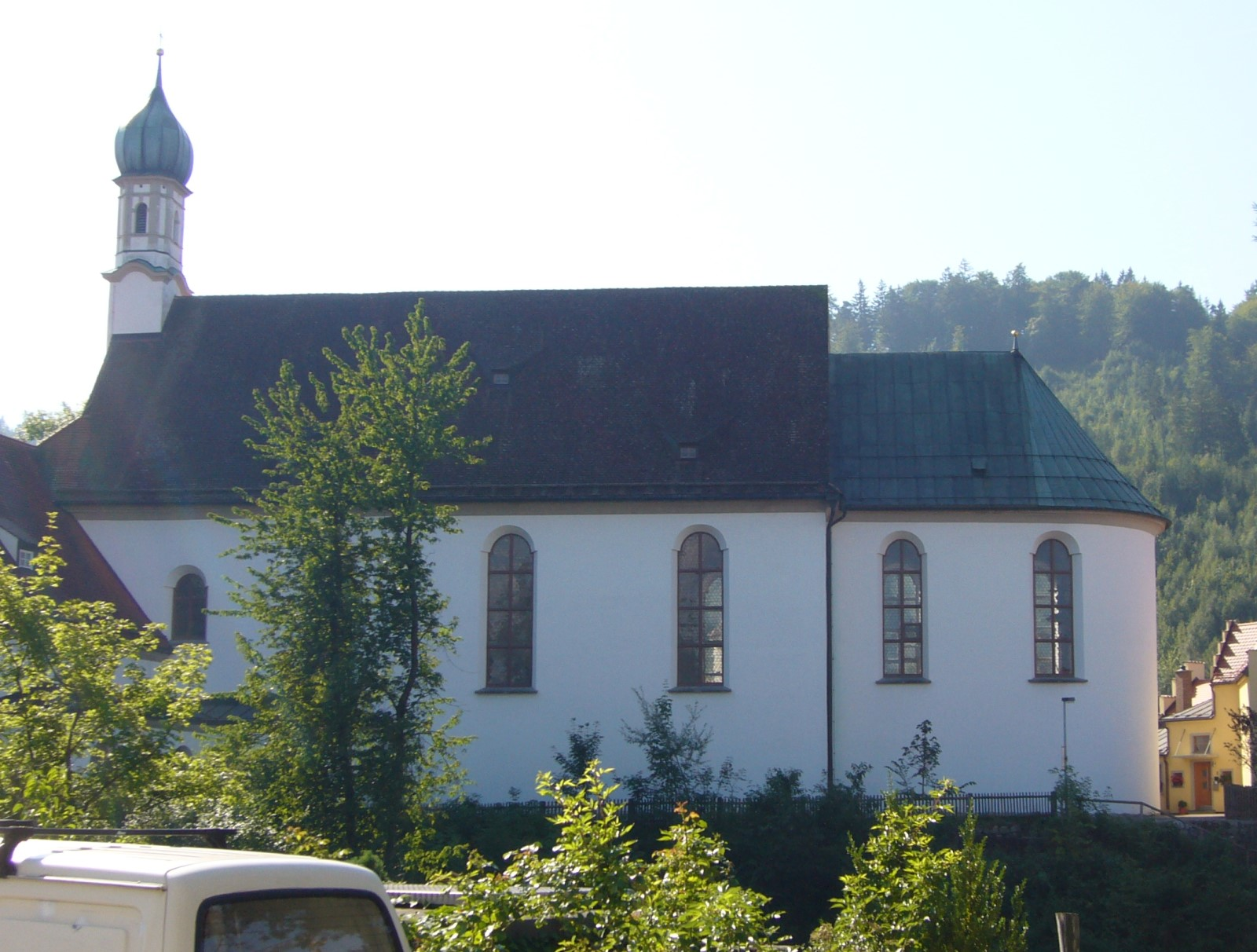
Franziskanerkirche St. Stephan

Die Klosterkirche St. Stephan in Füssen, auch Franziskanerkirche genannt, gehört zum Franziskanerkloster Füssen. Die äußerlich schlichte Kirche aus dem 18. Jahrhundert hat eine Ausstattung im Stil des Rokoko.

## Lage

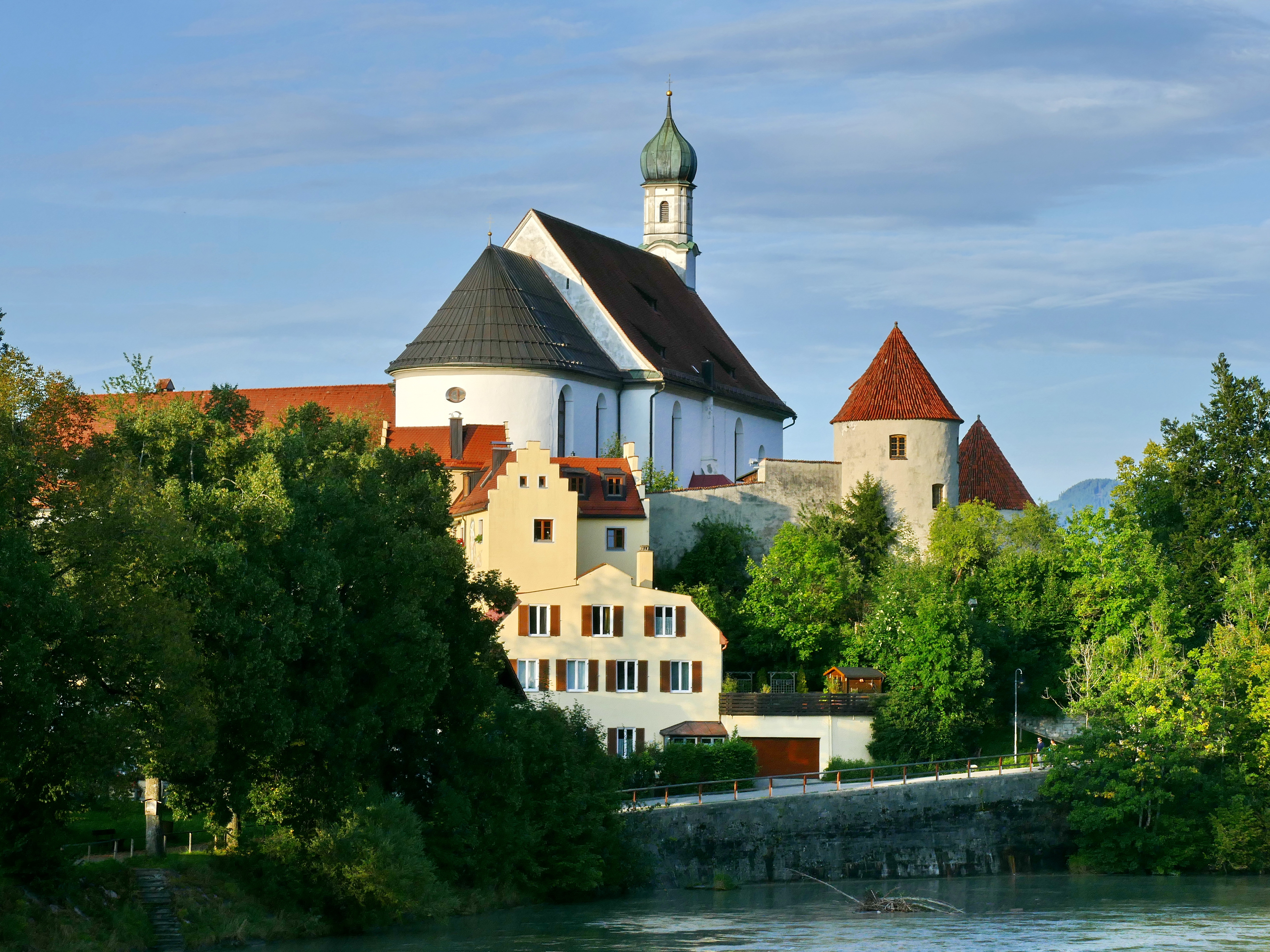
Ansicht vom gegenüberliegenden Lechufer

Die Franziskanerkirche liegt auf einer Anhöhe über dem Lech im Südosten der Altstadt. Sie hat die Adresse Franziskanerplatz 3 und bildet das südwestliche Ende der Klosteranlage, mit deren zweiflügeligem Konventsgebäude (Franziskanerplatz 1) sie baulich verbunden ist. Die Klosteranlage wird im Osten und Süden durch die Stadtmauer mit Wehrgang und Wehrtürmen begrenzt und im Norden und Nordwesten durch die Friedhofsmauer des Alten Friedhofs St. Sebastian. Die Franziskanerkirche bildet im Stadtbild einen Gegenakzent zum größeren Kloster St. Mang im Südwesten der Altstadt.
Zum Franziskanerplatz, dem kleinen Vorplatz des Klosters, führt die Klosterstraße und die Spitalgasse sowie vom Lechufer aus eine Stiege am Bleichertor. Vom Platz hat man eine Aussicht über die Altstadt von Füssen mit Hohem Schloss und Kloster St. Mang, die Quaglio-Blick genannt wird, da sie Domenico Quaglio als Gemäldemotiv diente.

## Geschichte
Bereits im frühen Mittelalter stand an der Stelle der Franziskanerkirche eine Kapelle, die damals noch außerhalb der Stadtmauer lag. Es wird meist angenommen, dass sie ursprünglich dem fränkischen Reichshof in Füssen gehörte, allerdings wurden damals vielerorts Stephanskirchen gegründet, die außerhalb des Orts lagen, da der hl. Stephan außerhalb der Tore Jerusalems gesteinigt worden war. Die Kirche war dann die Pfarrkirche von Füssen. 1206 würden ihre Rechte dem Kloster St. Mang übertragen. Mindestens seit 1449 ist der Name Stephanskirche belegt. 1503 wurde die Stadtmauer erweitert, sodass die Kirche nun innerhalb der Stadt lag.
1627 kamen die Franziskaner nach Füssen und übernahmen zunächst die Krippkapelle an der Stelle der heutigen Krippkirche von den weggezogenen Jesuiten. 1629 wurde das Franziskanerkloster bei der Stephanskirche von Georg Schmuzer gebaut und 1631 die Stephanskirche fast völlig neu errichtet. 1641 übergab Bischof Heinrich V. die Stephanskirche an die Franziskaner. Das Kapitel Füssen erhielt als Entschädigung die Krippkapelle. 1700 wurde die Kirche von Johann Jakob Herkomer umgebaut.
1762 genehmigte Bischof Joseph einen erweiterten Neubau der Kirche. Baubeginn war 1763, Baumeister vermutlich Franz Karl Fischer. Am 14. Dezember 1765 wurde die neu gebaute Kirche vom Guardian des Klosters benediziert. 1882 wurde die Kirche renoviert. 1979 übernahm das Bistum Augsburg das Eigentum an der Klosteranlage und renovierte Kloster und Kirche. Das Kirchengebäude ist heute mit Ausstattung in die Bayerische Denkmalliste eingetragen.

## Architektur
Das Kirchengebäude ist im Sinne einer Bettelordenskirche äußerlich schlicht und besitzt statt eines Kirchturms nur auf der Ostseite einen Dachreiter mit Zwiebelhaube als Glockenstuhl. Das Gebäude ist eine Saalkirche mit Flachdecke und Satteldach. Der eingezogene Chor ist an der Westseite und besitzt eine halbrunde Apsis. An der Ostseite ist eine Mönchsempore über einer durch eine Zwischenwand abgetrennten Sakristei.

## Ausstattung

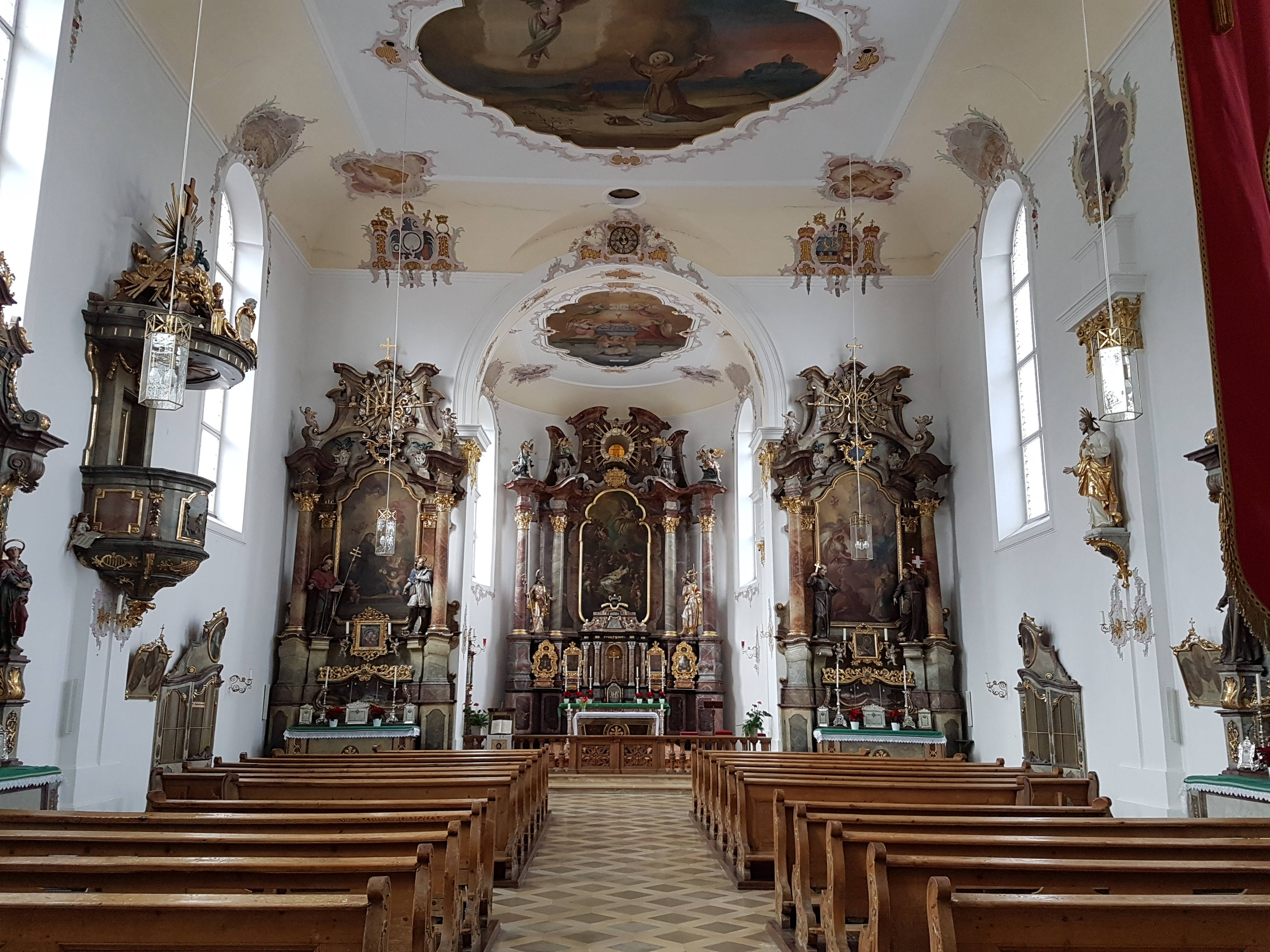
Innenansicht zum Chor

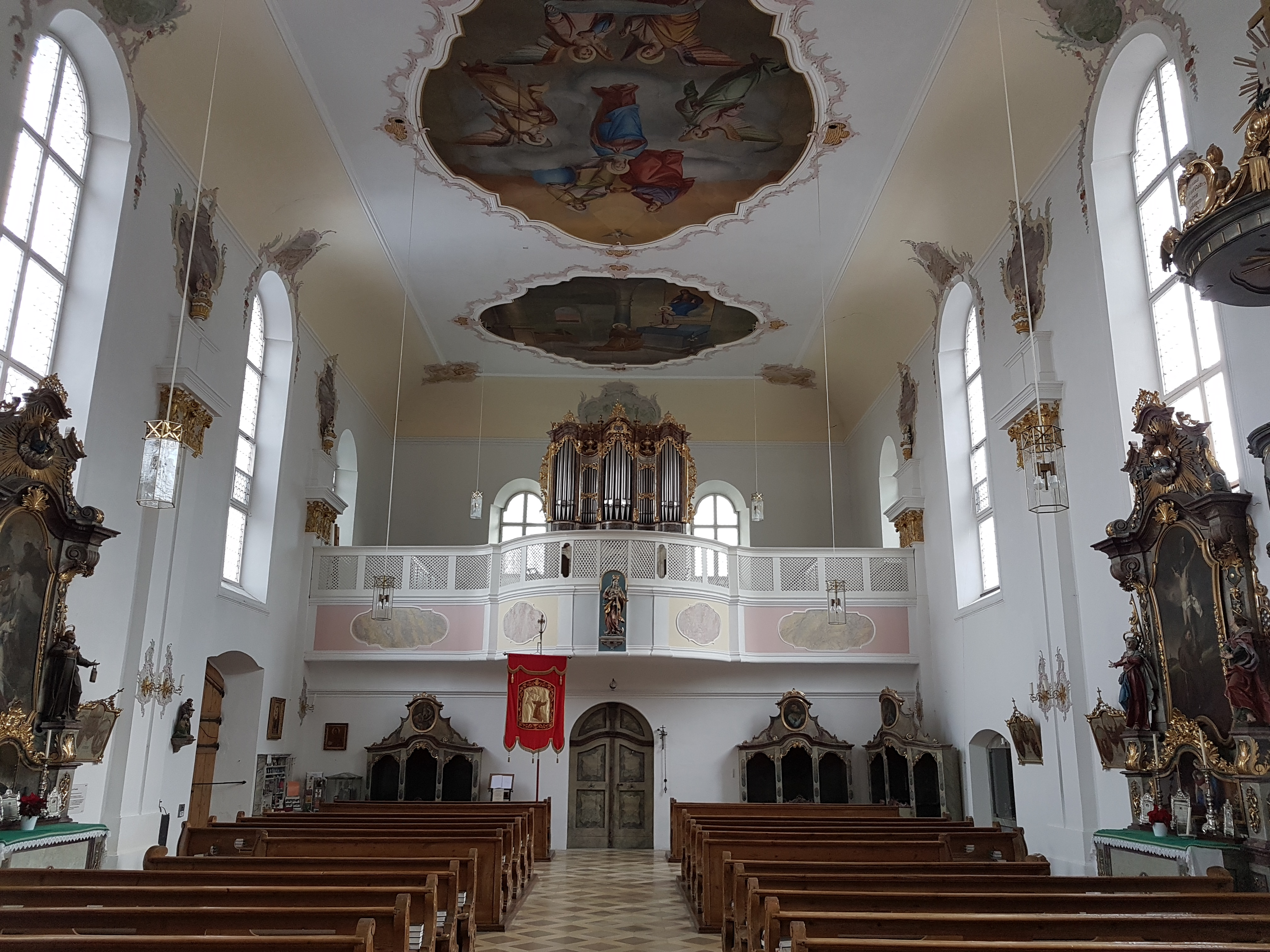
Innenansicht mit Empore und Orgel

Die Stuckierung wird Joseph Fischer zugeschrieben (1764). Die Fresken sind von Sebastian Holzner (1882). Das Chorfresko zeigt die Verehrung des Allerheiligsten, die Deckenfresken im Langhaus die Stigmatisierung des hl. Franziskus, die Krönung Mariens und den hl. Antonius.
Die Seitenaltäre und wohl auch der Hochaltar sind von Johann Peter Schonger. Die Altarfiguren werden Maximilian Hitzelberger und seinem Sohn Johann Sigmund Hitzelberger zugeschrieben mit Ausnahme der Figuren des linken Seitenaltars, die Johann Georg Witwer zugewiesen sind. Der Hochaltar (1765) hat ein Bild von Franz Anton Zeiller, welches das Martyrium des hl. Stephan zeigt (1764), Figuren des hl. Josef und Johannes des Täufers und einen klassizistischen Tabernakel aus Marmor (Ende 18. Jhdt.).
Der linke Seitenaltar (1768/1769) hat ein Bild des hl. Antonius, wohl von Paul Zeiller (1726), und Figuren des hl. Bonaventura und des hl. Ludwig. Auf dem linken Seitenaltar sind die Gebeine der hl. Rosula, einer Märtyrerin aus dem 3. Jahrhundert. Der rechte Seitenaltar (1768/1769) hat ein Bild von Maria als Helferin und Figuren des hl. Bernhardin und des hl. Johannes Capistranus.
Der Altar an der linken Langhauswand (1760/1770) hat ein Bild von Jakob Huwyler (1913), das den hl. Franziskus zu Füßen des gekreuzigten Jesus zeigt, und Figuren von Maria und Johannes. Der Altar an der rechten Langhauswand hat ein Bild, wohl von Johann Jakob Zeiller (1770/1780), das die hl. Margareta von Cortona zeigt, und Figuren des hl. Petrus von Alcantara und des hl. Paschalis Baylon, auf dem Altar ist eine Nachbildung des Reliquienschreins der hl. Kreszentia von Kaufbeuren.
Die Kirche hat eine Kanzel in klassizistischem Stil (1793). An den Seitenwänden sind Bilder mit einem Kreuzweg von Joseph Keller (1783), die sich ehemals in der Wallfahrtskirche in Speiden befanden.

## Orgel
Die von Andreas Jäger 1735 gebaute Orgel ist nicht erhalten. Eine neue Orgel wurde 1863 von Balthasar Pröbstl gebaut und 1917 von Hermann Späth ersetzt.
Die heutige Orgel mit 22 Registern auf zwei Manualen und Pedal wurde von Maximilian Offner (Kissing) im Jahr 1968 neu gebaut, der Prospekt der Späth-Ortgel von 1917 blieb erhalten. Die Disposition lautet:
| I Manual C–g3 |       |
| Stillgedeckt  | 16′   |
| Principal     | 8′    |
| Spitzflöte    | 8′    |
| Octav         | 4′    |
| Blockflöte    | 4′    |
| Nachthorn     | 2′    |
| Mixtur        | 1 ⁄3′ |
| Trompete      | 8′    |

| II Manual C–g3 |       |
| Gedeckt        | 8′    |
| Quintade       | 8′    |
| Praestant      | 4′    |
| Rohrflöte      | 4′    |
| Principal      | 2′    |
| Quintlein      | 1 ⁄3′ |
| Cymbel         | 1⁄2′  |
| Krumhorn       | 8′    |
| Tremulant      |       |

| Pedal C–f1   |       |
| Subbaß       | 16′   |
| Octavbaß     | 8′    |
| Gemshornbaß  | 8′    |
| Pommer       | 4′    |
| Pedalmixtur  | 2 ⁄3′ |
| Stillposaune | 16′   |

- Koppeln: Normalkoppeln
- Spielhilfen: 2 freie Kombinationen, Crescendo, Tutti, Pedalpiano, Zungenabsteller
- Bemerkungen: Schleiflade, mechanische Spiel- und elektrische Registertraktur